# جشنواره میهم
جشنواره میهم (انگلیسی: Mayhem Festival) یک جشنواره موسیقی هوی متال توریستی است که در تابستان برگزار می‌شود. فصل افتتاحیه در سال ۲۰۰۸ برگزار شد. این جشنواره بعداً به یک رویداد سالانه در سراسر ایالات متحده تبدیل شد و همچنین در بیشتر سالها شامل یک تاریخ واحد در مونترال یا تورنتو کانادا بود. این تور از زمان شروع آن توسط شرکت نوشیدنی راک استار حمایت می‌شد. در ۲ اوت ۲۰۱۵، جان ریز تأیید کرد که بخش اصلی جشنواره در سال ۲۰۱۵، آخرین جشنواره خواهد بود. در ۳۰ نوامبر ۲۰۱۹، یک پست در حساب اینستاگرام جشنواره از بازگشت جشنواره در سال ۲۰۲۰ خبر داد. به دلیل دنیاگیری کووید-۱۹ جشنواره به سال ۲۰۲۱ به تعویق افتاد، و سپس لغو شد. در ماه مه ۲۰۲۴، مشخص شد که این جشنواره (اکنون تحت نظارت آش آویلدسن است) به عنوان یک رویداد یکباره در اکتبر همان سال بازخواهد گشت و به عنوان یک جشنواره تور سنتی در تابستان ۲۰۲۵ از سر گرفته خواهد شد